# میانه‌گرایی
در سیاست، منظور از میانه‌گرایی، سنتریسم یا سانتریسم (به فرانسوی: Centrisme) چشم‌انداز سیاسی یا موضع خاصی است که شامل پذیرش یا حمایت از توازنی از درجه‌ای از برابری اجتماعی و درجه‌ای قشربندی اجتماعی در عین مخالفت با تغییرات سیاسی است که در جامعه گردش قابل توجهی چه به چپ و چه به راست ایجاد کند. سیاست‌های چپ میانه و راست میانه هر دو نزدیکی با میانه گرایی دارند و هر یک تا حدی به سوی متناظر خود از طیف سیاسی گرایش دارند.
سیاست‌های چپ میانه و راست میانه هر دو مفهوم کلی میانه گرایی را با گرایشی درهمان سمت مشخص در طیف مشخص می‌کنند.